# Haworthia floribunda var. dentata
Haworthia floribunda var. dentata és una varietat de Haworthia floribunda del gènere Haworthia de la subfamília de les asfodelòidies.

## Descripció
Haworthia floribunda var. dentata és una planta suculenta perennifòlia molt petita i interessant de fins a 3 cm de diàmetre. És una espècie "més petita" de Haworthia floribunda. Les fulles són de color verd fosc, escabroses i amb els marges espinats.

## Distribució
Aquesta varietat creix a la província sud-africana del Cap Occidental, concretament des d'Swellendam a l'oest fins a Albertinia a l'est.

## Taxonomia
Haworthia floribunda var. dentata va ser descrita per M.B.Bayer i publicat a Haworthia Revisited: 73, a l'any 1999.
Etimologia
Haworthia: nom en honor del botànic britànic Adrian Hardy Haworth (1767-1833).
floribunda: epítet llatí que vol dir "en procés de floració".
var. dentata: epítet llatí que significa "dentat".
Sinonímia
- Haworthia dentata (M.B.Bayer) M.Hayashi, Haworthia Study 3: 13 (2000).
- Haworthia parksiana var. dentata (M.B.Bayer) Breuer, Alsterworthia Int. 16(2): 6 (2016).[7]